# Ghana aux Jeux olympiques d'été de 1996
Le Ghana participe aux Jeux olympiques d'été de 1996 à Atlanta. Sa délégation est composée de 39 athlètes dont 37 hommes dont 21 sélectionnés dans l'équipe de football. Le Ghana est présent dans trois autres sports, l'athlétisme, la boxe et le tennis de table.

## Liste des médaillés ghanéens
Aucun athlète ghanéen ne remporte de médaille durant ces JO.